# Barnabé Visconti
Pour les articles homonymes, voir Visconti.
Pour les autres membres de la famille, voir Famille Visconti.
Barnabé Visconti, en italien Bernabò Visconti, est un noble né au début de l'année 1323 à Milan et mort le 19 décembre 1385 à Trezzo sull'Adda, qui fut seigneur de Milan de 1354 à 1385.

## Biographie
Barnabé était le troisième fils d'Étienne Visconti (NC-1327) et de la génoise Valentine Doria (1290-1359).
Étienne était lui-même le cinquième fils du seigneur Mathieu Ier et ses trois enfants Mathieu, Galéas et Barnabé se trouvaient être, après les décès successifs de leur oncle Galéas Ier, de leur cousin Azzon, puis de leurs deux autres oncles Lucien et Jean, qui avaient tous quatre régné sur Milan, les derniers descendants légitimes mâles de la famille.
En juillet 1340, il participe avec ses frères à la conjuration menée par Francesco Pusterla et quelques autres nobles contre ses oncles Jean et Lucien qui viennent de succéder à leur cousin Azzon. Cette conjuration ayant été dénoncée, Lucien sévit contre les conjurés mais ne punit pas ses neveux.
En 1343, sa compagne Beltramola Grassi met au monde son premier fils, Ambroise (1343-1373) qui sera le premier enfant d'une très longue série.
En 1346, après un nouveau complot, il est contraint à l'exil en même temps que ses frères. Barnabé quitte Milan pour voyager en Savoie, dans les Flandres et en France où il est l'hôte de la cour de Philippe VI en 1348.
En mars 1349, après la mort de Lucien, il est rappelé avec ses frères à Milan par l'oncle restant, l'archevêque Jean qui a succédé à son frère Lucien, pour participer au gouvernement dont il est devenu seul seigneur et vicaire impérial et qui les reconnaît comme ses successeurs.
Le  27 septembre 1350, il épouse à Vérone Béatrice Reine della Scala (1331-1384) fille de Mastino II della Scala, seigneur de Vérone et Vicence, et de Taddea.

Blason familial :
d'argent au serpent d'azur ondoyant en pal engloutissant un enfant de carnation

Le 5 octobre 1354, Jean décède et les trois neveux Mathieu II, Galéas II et Barnabé deviennent co-seigneurs de Milan en se partageant les seigneuries affidées :
- Mathieu II est seigneur de Plaisance, Lodi, Parme, Bologne, Pontremoli, Monza et San Donnino[2].
- Galéas II obtient Pavie, Côme, Novare, Verceil, Asti, Alba, Tortona, Alexandrie et Vigevano.
- Barnabé règne sur Bergame, Brescia, Crémone, Soncino, Lonato et Val Camonica.

Barnabé fait commencer la construction de la citadelle de Bergame. Le 26 septembre 1355, Mathieu II décède et Barnabé reprend les citadelles de Lodi, Parme, Bologne, et Pontremoli.
À la suite d'offenses faites à l'empereur Charles IV par les Visconti, celui-ci dépêche son vicaire impérial Markward von Randeck qui attaque Milan le 4 octobre 1356. Le 12 novembre, le vicaire impérial est fait prisonnier par les troupes de Barnabé, commandées par Lodrisio Visconti, un neveu de Mathieu Ier.
Barnabé fait fortifier le palais de San Giovanni in Conca et embellir l'église homonyme.
En 1359, Barnabé tente de reprendre Bologne que Giovanni Visconti d'Oleggio a cédé au pape Innocent VI, déclenchant ainsi la colère de ce dernier qui, en août 1360, lui  adresse une première accusation d'héresie. L'année suivante, c'est l'empereur Charles IV qui, en accord avec le pape, émet un décret de condamnation de son vicaire impérial milanais.

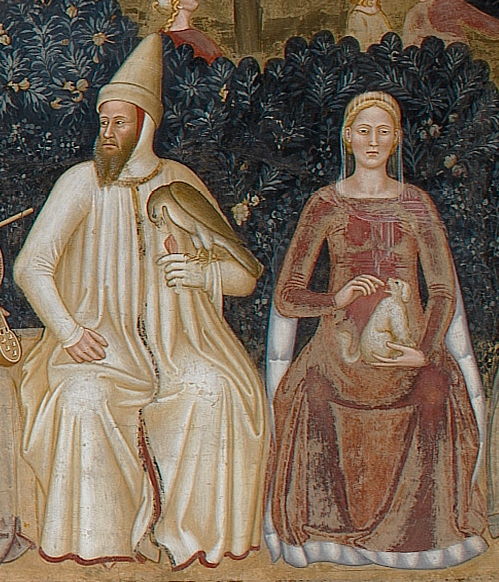
Barnabé Visconti et son épouse

Le 29 juillet 1361, l'armée de Barnabé est vaincue à San Ruffillo  par les troupes du légat du pape sous la conduite de Galeotto Malatesta. Il s'agit là d'une défaite importante avec, dans le camp viscontien, 700 morts, 1 200 blessés et 1 300 prisonniers et la perte du trésor de l'armée.
L'année suivante, le 14 octobre 1362, c'est Ugolino, fils du seigneur de Mantoue, Guy Gonzague, et époux de Catherine, fille de Mathieu II, qui est assassiné par les frères. Ce meurtre crée les prémisses d'un conflit entre Mantoue et Barnabé.
Menacé de toutes parts, Barnabé adresse, le 17 décembre 1362, des ambassadeurs au pape pour la recherche d'un accord au sujet de Bologne avec la médiation du roi de France Jean II le Bon et du roi de Chypre, Pierre Ier de Lusignan.
À l'expiration du délai pour se présenter à Avignon, le 4 mars 1363, Urbain V proclame Barnabé hérétique, schismatique, maudit de l'Église et le déchoit de tous ses droits. La condamnation est également étendue à ses fils. Le mois suivant Barnabé subit, au fortin de Solara, une lourde défaite militaire par les troupes pontificales de Galeotto Malatesta. Mille cavaliers sont faits prisonniers ainsi que 38 condottieres dont le fils de Barnabé, Ambroise.
Barnabé tente de signer un armistice avec le légat pontifical, le cardinal Albornoz. Une paix est finalement signée le 13 mars 1364, dans laquelle Barnabé abandonne les châteaux du Bolonais en échange de 500 000 florins.
En 1367, oubliant la haine qu'il nourrit à l'encontre de son beau-frère Cansignorio della Scala, il s'allie avec lui pour mettre au point une stratégie commune : il s'agit de renverser les Gonzague de la ville de Mantoue dont le Scaligero prendrait possession en échange d'une alliance avec les Visconti. Ils mettent leur projet à exécution au mois d'avril 1368, assiègent Mantoue mais se retrouvent opposés à l'empereur Charles IV et les troupes de la ligue papale et les échauffourées cessent au mois d'août grâce à un accord entre Barnabé, l'empereur et le légat du pape; une paix est signée en février 1369.
Le 13 juin 1370, Barnabé assiège Reggio d'Émilie qui se trouvait sous la souveraineté de Feltrino Gonzague qui reçoit l'aide de la Ligue qui envoie une armée. Le 2 mai 1371, en ayant recours à un expédient, Nicolas II d'Este s'empare de Reggio qui est pillée par les troupes de Lucio Lando. Feltrino Gonzague, qui occupait Reggio, s'enferme dans le château et envoie son fils Guy (it) proposer à Barnabé la vente de la cité. Le 17 mai, Barnabé acquiert Reggio en échange de 50 000 florins et les fiefs de Novellara et Bagnolo et envoie la compagnie de son fils Ambroise avec 300 lances. L'administration de Reggio est confiée à l'épouse de Barnabé, Béatrice Reine. Lucio Lando, craignant d'être exclu de l'affaire, rencontre Barnabé à Parme et obtient pour son éloignement un prêt de 40 000 florins. Depuis Reggio, Ambroise envahit les campagnes de Modène et de Ferrare. En juin 1372, l'armée de Barnabé défait les troupes de la Ligue et le capitaine Francesco da Fogliano est fait prisonnier. Barnabé demande, en échange de sa vie, que lui soient cédés les châteaux qu'il possède autour de Reggio, mais son frère Guido da Fogliano n'ayant pas accepté le chantage, Francesco est pendu aux créneaux des murs de Reggio. Le pape proclame alors une nouvelle croisade contre les Visconti et, en mars 1373, condamne les deux seigneurs de Milan, Barnabé et Galéas II, pour hérésie et contumace.
Pendant l'été 1373, une épidémie de peste éclate que Barnabé arrive à juguler avec des décisions drastiques voire cruelles. C'est aussi pendant cet été que son fils Ambroise est assassiné près de Caprino Bergamasco au cours d'un affrontement avec les habitants. Les représailles de Barnabé seront de mater les rebelles et de raser le monastère de Pontida qui les avait soutenus.
Trouvant à nouveau une occasion d'entrer en conflit, Barnabé s'allie à Venise contre Gênes qui lui dispute la possession de l'île de Ténédos à l'entrée du détroit des Dardanelles. La guerre de Chioggia commence en mai 1378.
Le 4 août 1378, Galéas II décède. Son successeur est censé être son fils Jean Galéas. Mais Barnabé concède à son neveu le seul gouvernement de la partie occidentale de la Lombardie et, se considérant seul seigneur de Milan, désigne ses fils légitimes comme ses héritiers en mars 1379.
Le 2 octobre 1380, Barnabé marie sa fille Catherine avec son neveu Jean Galéas pour tenter de juguler les récriminations de ce dernier.

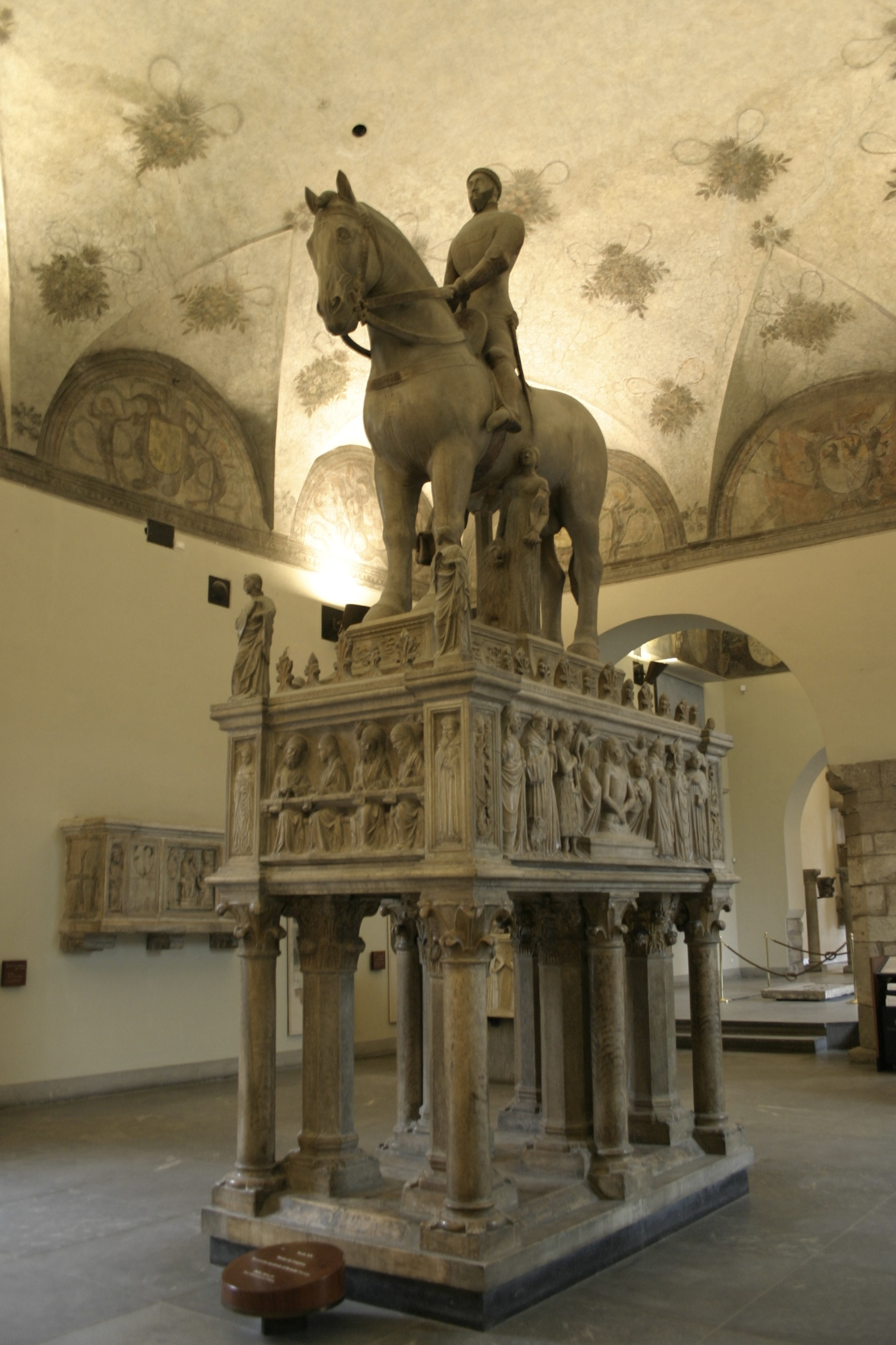
Monument funéraire de Barnabé et Béatrice Reine Visconti
(sculpture de Bonino da Campione, Castello Sforzesco)

Le 6 mai 1385, alors que Barnabé est sur le point de mener à bien son projet de marier sa fille Lucia à Louis II d'Anjou, devenu roi titulaire de Naples, Jean Galéas avec Jacopo dal Verme, Ottone di Mandello et Giovanni Malaspina et à la tête d'une troupe de 500 lances, fait prisonnier Barnabé et ses deux fils Ludovico et Rodolfo, les enferme dans le château de Porta Giovia à Trezzo sull'Adda et prend le pouvoir.
Barnabé meurt en prison, le 19 décembre 1385, empoisonné par les soins de Jean Galéas qui a attendu plus de six ans pour se venger des brimades de son oncle.

## Descendance
De son union avec Béatrice Reine della Scala naissent 15 enfants :
1. Taddea (ca 1351-1381) qui épouse, en 1364, Étienne III, duc de Bavière-Ingolstadt
2. Viridis (ca 1352-ca 1414) qui épouse, en 1365, Léopold III, duc de Styrie
3. Marco (1353-1382) qui est seigneur de Parme et épouse, en 1367, Isabelle, fille de Frédéric de Bavière-Landshut
4. Ludovico (NC-1404) qui est gouverneur de Lodi et épouse, en 1381, sa cousine Violante, fille de Galéas II
5. Rodolfo (1358-1388) qui est seigneur de Parme
6. Carlo (1359-1403) qui est seigneur de Parme et épouse, en 1382, Béatrix, fille de Jean II le Bossu, comte d'Armagnac et de Jeanne de Périgord : par leur fille Bonne Visconti, ils sont les grands-parents maternels de l'amiral de Montauban
7. Antonia (1360-1405) qui épouse, en 1380, Eberhard III de Wurtemberg
8. Catherine (1360-1404) qui épouse, en 1380, son cousin Jean Galéas, successeur de Barnabé, et est régente de son fils Jean Marie de 1402 à 1404 et meurt empoisonnée
9. Valentine dite Valenza (ca 1361-1393) qui épouse, en 1378, Pierre II de Lusignan, roi de Chypre
10. Agnès (ca 1362-1391) qui épouse, en 1380, François Ier Gonzague, seigneur de Mantoue qui la fait décapiter en 1391
11. Maddalena (1366-1404) qui épouse, en 1381, Frédéric de Bavière-Landshut
12. Gianmastino (1370-1405) qui est seigneur de Bergame et épouse, en 1385, Cleofe, fille d'Antoine Ier della Scala, seigneur de Vérone
13. Lucia (1372-1424) qui épouse, en 1407, Edmond Holland, 4e comte de Kent
14. Élisabeth (ca 1374-1432) qui épouse, en 1395, Ernest Ier, duc de Bavière-Munich
15. Anglesia (NC-1439) qui épouse, en 1400, Janus de Lusignan, roi de Chypre, qui la répudie, vers 1407, faute de descendance.

De diverses compagnes ou maîtresses et dès avant son mariage avec Béatrice Reine, Barnabé a également de 13 à 20 enfants illégitimes mais reconnus. Parmi ceux-ci, certains se rendent célèbres tels que :
- Ambroise (1343-1373) qui est gouverneur de Pavie et un condottiere émérite au service de son père
- Estorre (1346-1413) qui prend le pouvoir à Milan, le 16 mai 1412, à la mort du duc Jean Marie et est déposé, quatre semaines plus tard, le 12 juin, par Philippe Marie
- Sagramoro (NC-1385) qui est seigneur de Brignano et est l'ancêtre des familles des comtes de Sezze (extinction en 1716), des marquis de San Giorgio (extinction en 1724), des seigneurs de Brignano (extinction en 1764), des comtes Marazzani Visconti Terzi, vivante, des comtes de Saliceto (extinction en 1924) et des marquis de Borgoratto (extinction en 1787).
- Bernarda, née de sa liaison avec Giovannola di Montbretto, qui est mise à mort après avoir été prise en flagrant délit d'adultère avec Pandolfo Malatesta[14]
- Riccarda, fille de Catarina Freganeshi de Crémone, mariée vers 1375-1380 à Bernardon de la Salle.